# Dercetina ornata
Dercetina ornata es una especie de insecto coleóptero de la familia Chrysomelidae.
Fue descrita científicamente en 1891 por Martin Jacoby.